# Río Muerto
Río Muerto es una localidad argentina situada en el oeste de la provincia del Chaco. Se originó a partir de la estación de ferrocarril sobre las vías del Ferrocarril General Belgrano. Es la última localidad chaqueña sobre la Ruta Nacional 16, a 6 km del límite con la provincia de Santiago del Estero. Depende administrativamente del municipio de Los Frentones, y según el censo de 2001 es la segunda localidad más poblada de la provincia del Chaco que no constituye un municipio; en 2009 se presentó un proyecto para la creación del municipio de Río Muerto con tierras pertenecientes a Los Frentones.

## Economía
Las principales actividades económica son la agricultura y ganadería de subsistencia, además de carbonerías que se nutren de desmontes en las zonas boscosas circundantes.
La zona es seca, y aunque se concretaron obras en el Canal de Dios para abastecer de agua a la zona, él mismo nunca alcanzó la localidad.
En los últimos años la agricultura desplazó fuertemente a la actividad forestal, sobre todo por el avance del cultivo de la soja, que tuvo como consecuencia la desaparición de grandes zonas boscosas.
A 2010 la zona es una de las principales productoras de soja de la provincia del Chaco.

## Origen del nombre
El nombre provendría de un antiguo cauce asociado al río Bermejo, el cual habría sido taponado en el marco de la Conquista del Chaco con la que el Gobierno Argentino sometió a la población aborigen del Gran Chaco. El mismo se puede hallar a 5 km de la localidad. En campos cercanos se encuentran represas que se justificarían por una gran población aborigen anterior a la localidad.

## Fundación
Fue fundado en el año 1934, en forma conjunta con la construcción del Ferrocarril General Belgrano. La estación Ferroviaria fue la referencia estructural alrededor del cual se inició la construcción de la localidad.

## Instituciones existentes
Cuenta con una delegación municipal, un puesto Sanitario del tipo "A", oficina del Registro Civil, un destacamento policial, un puesto caminero, un jardín de infantes, una escuela primaria y una secundaria, un consorcio caminero, un polideportivo, dos instituciones deportivas (Club Juventud Unida y Asociación Atlética Amistad), y templos católico y evangélico. Hacía finales de 2021, con la concreción de las refacciones del edificio del destacamento policial, se instaló en el lugar, una Sección perteneciente a Drogas Peligrosas de la policía provincial.

## Vías de comunicación
Su principal vía de comunicación es la Ruta Nacional 16, que la comunica por asfalto la noroeste con las provincias de Santiago del Estero y Salta, y al sudeste con Los Frentones y Resistencia. Otra ruta importante es la provincial 100, que la vincula al norte con Misión Nueva Pompeya.

## Población
Cuenta con 1052 habitantes (Indec, 2010), lo que representa un incremento del 24 % frente a los 849 habitantes (Indec, 2001) del censo anterior. En el año 2008 el personal del Puesto Sanitario "A" realizó un censo que arrojó un resultado de 1.480 habitantes en la localidad y zona de influencia.
| Gráfica de evolución demográfica de Río Muerto entre 1991 y 2010 |
|                                                                  |
| Fuente: Censos nacionales del INDEC                              |